# Tadzjikistan i olympiska sommarspelen 1996
Tadzjikistan deltog i de olympiska sommarspelen 1996 med en trupp bestående av åtta deltagare, men ingen av landets deltagare erövrade någon medalj.

## Boxning
Bantamvikt
- Khurshed Khasanov
  - Första omgången — Besegrade Kehinde Aweda (Nigeria), 20-10
  - Andra omgången — Förlorade mot István Kovács (Ungern), 3-17

## Friidrott
Damernas maraton
- Guylsara Dadabaieva → 61:e plats (3:09,08)

## Simhopp
Herrarnas 3 m
- Sergej Orin
  - Kval — 162,66 (→ gick inte vidare, 39:e plats)

Damernas 3 m
- Natalia Chlemova
  - Kval — 180,54 (→ gick inte vidare, 30:e plats)